# ألكسندر بيوفيتش
ألكسندر بيوفيتش هو لاعب كرة قدم صربي في مركز الوسط، ولد في 28 ديسمبر 1990 في Požega, Serbia ‏ في صربيا. لعب مع دينامو مينسك ونادي أو إف كيه بيوغراد ونادي تريليساك.

## وصلات خارجية
- ألكسندر بيوفيتش على موقع الاتحاد الأوربي (الإنجليزية)
- ألكسندر بيوفيتش على موقع قاعدة بيانات كرة القدم.إي يو (الإنجليزية)
- ألكسندر بيوفيتش على موقع بيانات كرة القدم. دي إي (الألمانية)
- ألكسندر بيوفيتش على موقع Soccerbase.com (لاعب) (الإنجليزية)
- ألكسندر بيوفيتش على موقع Soccerway.com (الإنجليزية)
- ألكسندر بيوفيتش على موقع عالم كرة القدم.نت (الإنجليزية)